# Gabon Express
Die private Fluggesellschaft Gabon Express wurde 1988 in Gabun, Afrika, gegründet. Seit der Gründung betrieb sie einige Hawker-Siddeley HS 748 und als einzige Fluggesellschaft besaß Gabon Express noch Anfang des 21. Jahrhunderts eine Caravelle, was Fans dieses Flugzeugtyps aus der ganzen Welt anzog.
Am 8. Juni 2004 stürzte vor der Küste Librevilles eine ihrer HS-748 ab. Dies hatte zur Folge, dass die Fluggesellschaft aus dem Markt verschwand, nachdem die Untersuchung des Unglücks Wartungsmängel und Anzeichen für durch Korruption erlangte Lizenzen fand. Auch war das verunglückte Flugzeug nicht versichert gewesen.

## Flotte
Gabon Express nutzte folgende Flugzeugtypen:

### Flotte bei Betriebseinstellung
- 2 × Hawker Siddeley HS 748
- 2 × Sud Aviation Caravelle

### Zuvor eingesetzte Flugzeuge
- 1 × Fokker F-27 Friendship (gemietet)[2]
- 2 × Grumman Gulfstream I[3]
- 1 × NAMC YS-11 (gemietet)[4]

## Zwischenfälle
- Am 8. Juni 2004 musste eine Hawker Siddeley HS 748-232 Srs. 2A der Gabon Express (Luftfahrzeugkennzeichen TR-LFW) in der Nähe des Startflughafens Libreville (Gabun) notgewassert werden. Nach dem Start zum Inlandsflug nach Franceville musste Triebwerk Nr. 2 (rechts) abgestellt werden. Bei der Rückkehr konnte das Fahrwerk nicht ausgefahren werden. Die Piloten führten 100 Meter von der Küstenlinie entfernt eine Notwasserung durch. Von den 30 Insassen kamen 19 ums Leben, ein Besatzungsmitglied und 18 Passagiere. Das Flugzeug wurde irreparabel beschädigt.[5]